# Kaisereiche (Kottenforst)
Die Kaisereiche ist ein Naturdenkmal im Kottenforst bei Bonn-Röttgen.
Die Kaisereiche wurde vom damaligen Prinzen Wilhelm von Preußen (dem späteren Kaiser Wilhelm II.) am 19. Juni 1879 „allerhöchst eigenhändig“ gepflanzt. Sie soll dem Andenken an seine in diesem Revier genossenen Waidmannsfreuden dienen.
Neben der Kaisereiche steht auch die am 19. Juli 1904 gepflanzte Prinz-Friedrich-Eiche. Beide Eichen stehen an der Wegekreuzung, an der auch das Jägerhäuschen steht. Die Eichen und das Jägerhäuschen sind beliebte Ausflugsziele unweit des archäologischen Denkmals Ringwall Venne.

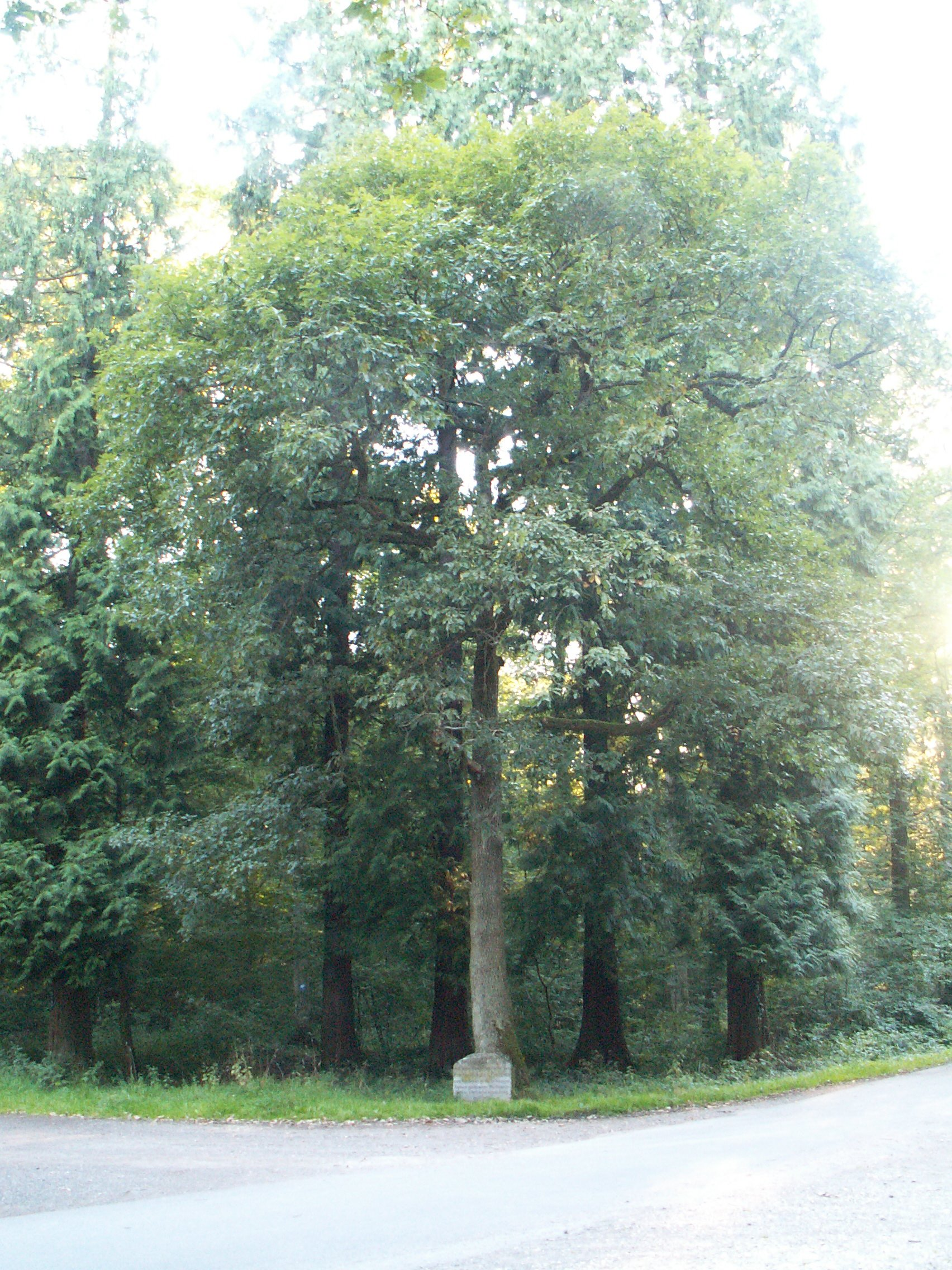
Die Kaisereiche
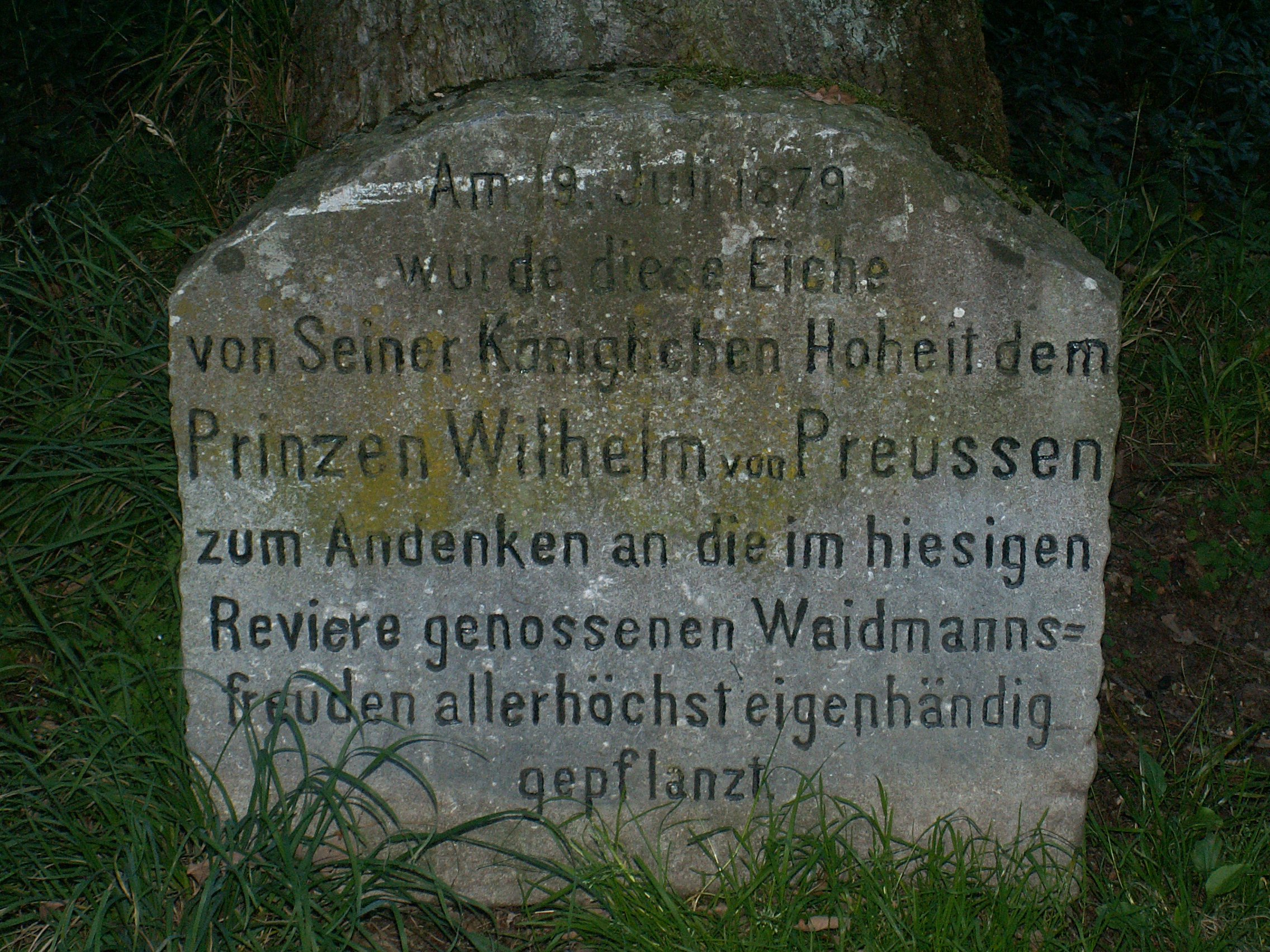
Der Gedenkstein zur Kaisereiche